# Boncourt, Schweiz
Boncourt är en ort och kommun i distriktet Porrentruy i kantonen Jura, Schweiz. Kommunen har 1 171 invånare (2023).
Orten Boncourt är så gott som sammanvuxen med orten Delle i Frankrike.